# Кубанський державний технологічний університет
Кубанський державний технологічний університет (рос. Кубанский государственный технологический университет) — вищий навчальний заклад  у місті Краснодарі, один з найбільших вишів Краснодарського краю Росії.

## Історія
Кубанський державний технологічний університет є найстаршим вищим навчальним закладом Кубані та Північного Кавказу. Він був заснований 16 червня 1918 р. як політехнічний інститут. У його заснуванні брали участь Б.Л. Розінг та Ф.А. Щербина.
За період існування назва інституту змінювалась декілька разів:
- 1918—1919 рр. — Північно-Кавказький політехнічний інститут;
- 1919—1923 рр. — Кубанський політехнічний інститут;
- 1923—1931 рр. — Північно-Кавказький інститут харчової промисловості;
- 1931—1938 рр. — Всесоюзний інститут маслобойно-маргаринової промисловості;
- 1938—1943 рр. — Краснодарський хіміко-технологічний інститут жирової промисловості;
- 1943—1963 рр. — Краснодарський інститут харчової промисловості;
- 1963—1993 рр. — Краснодарський політехнічний інститут.

У листопаді 1993 р. виш отримав статус університету та був перейменований на Кубанський державний технологічний університет.

## Структура
До складу Кубанського державного технологічного університету входять:
- Інститут будівництва та транспортної інфраструктури
- Інститут економіки, управління та бізнесу
- Інститут комп'ютерних систем та інформаційної безпеки
- Інститут механіки, робототехніки, інженерії транспортних і технічних систем
- Інститут нафти, газу та енергетики
- Інститут харчової та переробної промисловості
- Інститут фундаментальних наук
- Інженерно-технологічний коледж

Університет також має філії в Армавірі (Армавірський механіко-технологічний інститут) та Новоросійську (Новоросійський політехнічний інститут).